# Akhbar Madjmu'a
Akhbar Madjmu’a (Recueil de récits historiques sur la conquête d'Al Andalus) est une chronique anonyme compilé dans la seconde moitié du XIe siècle. Écrit en langue arabe, le seul manuscrit connu est conservé à la Bibliothèque Nationale de France. Le texte commence avec l'invasion musulmane de la péninsule Ibérique et se termine à la naissance du califat de Cordoue. Abu Ghalib Tammam ibn Alkama (mort en 811) a pu être une source importante pour la section nommée « chronique syrienne » qui couvre la période 741–788.
La date d'écriture des différents documents est sujette à discussions. Une partie des documents compilés datent des VIIIe et IXe siècles. Carl Brockelmann date la totalité des documents du Xe siècle mais Claudio Sánchez-Albornoz l'estime plus tardif. C'est le plus ancien document en arabe relatant l'histoire d'Al Analus. Il couvre la période de la conquête de l'Hispanie par les Omeyyades (711) jusqu'au règne du calife Abd ar-Rahman III (929–961). Le document est parfois référencé sous le nom de « Anonyme de Paris » d'après son lieu de conservation, ou « Anonyme de Cordoue » d'après son lieu supposé de rédaction. 
Akhbār majmūʿa rappelle que durant la révolution abbasside, une armée de 10.000 homme sous le commandement d'un certain Balj marcha sur Al Andalus pour appuyer l'émir Omeyyade Abd ra-Rahman I. L'histoire semble s'inspirer de l'Anabase de Xénophon, notamment pour la supposée capture par Rodrigue de la sœur du comte Julien. Il s'inspire aussi d'autres sources classiques, Énéide et l'Iliade .  
A part ces embellissements littéraires, le Akhbār majmūʿa est généralement dépourvu de légende. L'historien espagnol Ramón Menéndez Pidal fait valoir que puisque l'auteur anonyme visait clairement l'exactitude historique, il faut lui faire confiance, même sur des épisodes douteux comme celui de la comtesse Florinda . 
Akhbār majmūʿa ne fait aucune mention des Juifs en relation avec la conquête arabe. 

## Éditions
- James, David. A History of Early al-Andalus: The Akhbār majmūʿa. A Study of the Unique Arabic Manuscript in the Bibliothèque Nationale de France, Paris, with a Translation, Notes and Comments. London and New York: Routledge, 2012.
- Lafuente y Alcántara, Emilio. Ajbar Machmua: Crónica anónima del siglo XI. Dada a luz por primera vez. Madrid, 1867.